# Фрунзенська сільська рада (Росія)
Фру́нзенська сільська рада (рос. Фрунзенский сельский совет) — сільське поселення у складі Алейського району Алтайського краю Росії.
Адміністративний центр — село Вавилон.

## Населення
Населення — 553 особи (2019; 610 в 2010, 720 у 2002).

## Склад
До складу сільської ради входять:
| Населений пункт       | Населення, осіб (2002) | Населення, осіб (2010) |
| --------------------- | ---------------------- | ---------------------- |
| Вавилон, село         | 710                    | 604                    |
| Зелена Поляна, селище | 10                     | 6                      |